# Mennell-Zeichen
Das Mennell-Zeichen (nach James B. Mennell, engl. Orthopäde, 1880–1957) gibt als klinisches Zeichen Hinweise auf Entzündung oder degenerativen Schaden des Iliosakralgelenks, wie es unter anderem beim Morbus Bechterew (Spondylitis ankylosans) und anderer Krankheiten aus der Gruppe der Spondylarthropathien der Fall ist.
Dabei unterscheidet man den klassischen Oberschenkelüberstreckungstest mit positiven Mennell-Zeichen und den 3-Stufen-Test.
Beim klassischen Test überstreckt der Arzt das gestreckte, zu untersuchende Bein des Patienten (ipsilaterale Hyperextension), der in Bauch- oder Seitenlage liegt, im Iliosakralgelenk bei gleichzeitiger Beckenfixierung durch Druck aufs Kreuzbein (beidseitig in Bauchlage bzw. einseitig in Seitenlage). Werden dabei Schmerzen im untersuchten Hüftgelenk angegeben, spricht man von einem positiven Mennell-Zeichen. Ein negatives Zeichen schließt Schäden jedoch nicht aus.
Beim 3-Stufen-Test erfolgt die Untersuchung differenziert zur Lokalisation der Beschwerden in den Facettengelenken dem Hüftgelenk (Stufe I), dem Iliosakralgelenk (Stufe II) oder der Lendenwirbelsäule (Stufe III). Der Patient wird auf dem Bauch gelagert und das gestreckte Bein angehoben. Dabei wird eine Fixation des Beckens im Bereich des Acetabulums (Stufe I), des Kreuzbeines (Stufe II) oder der Lendenwirbelsäule (Stufe III) durch senkrechten Druck mit der Hand vorgenommen. Ein Schmerz auf der untersuchten Seite gilt als positives Zeichen.